# Acacia implexa
Acacia implexa es una especie de planta leguminosa del género Acacia, familia Fabaceae.

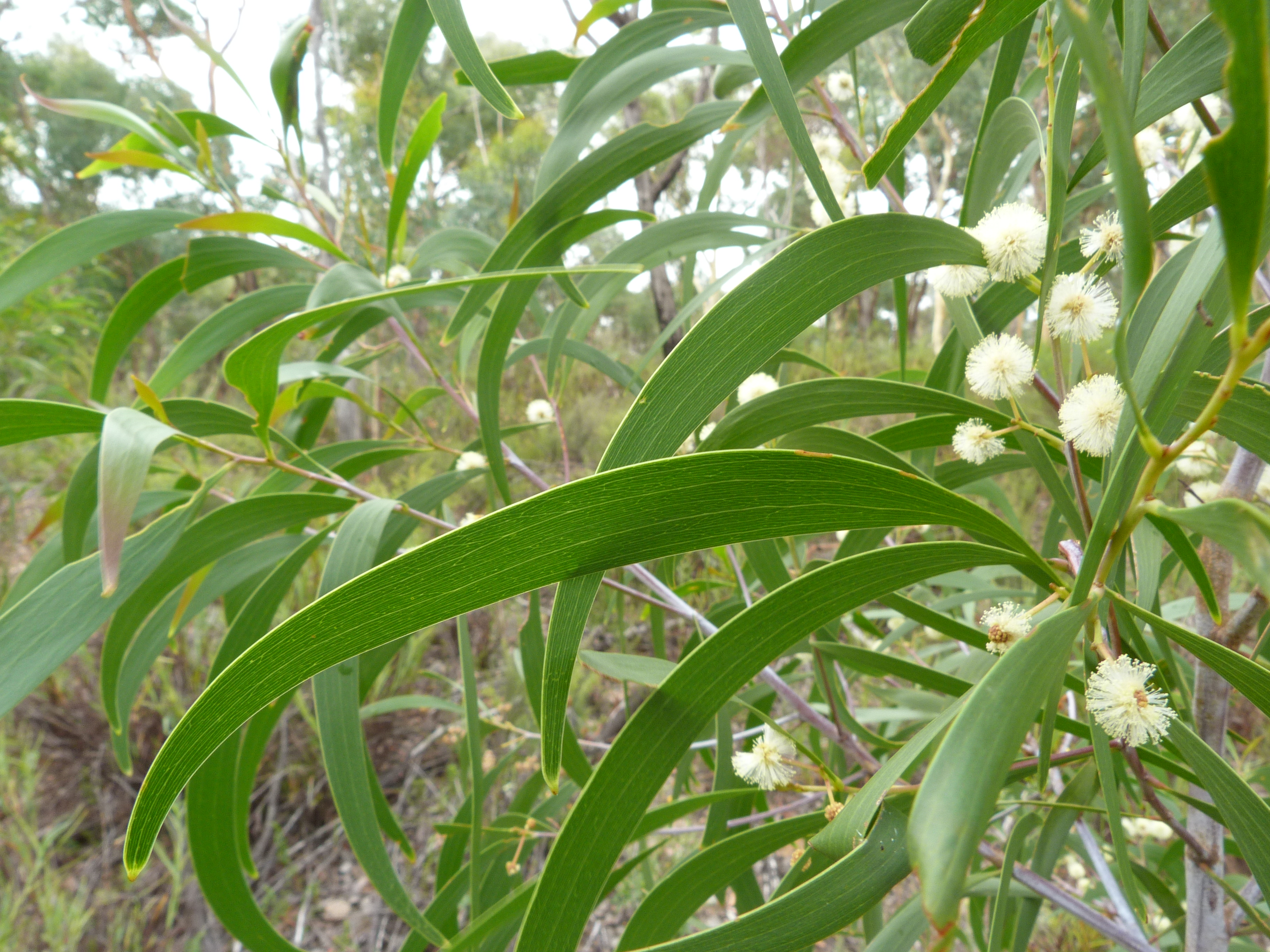
Detalle de las hojas

## Descripción
Es un árbol australiano de rápido crecimiento australiano, la madera de la que se utiliza para la fabricación de muebles. Está muy extendida en el este de Australia desde la costa central de Queensland hasta el sur de Victoria, con poblaciones alejadas desde la meseta de Atherton en el norte de Queensland y King Island en Tasmania. Crece hasta 5-15 m de altura y 4-7 m de ancho. Las hojas tienen forma de hoz y miden hasta 20 cm de largo, y perfumadas flores de color crema.

## Taxonomía
Acacia implexa fue descrita por George Bentham y publicado en London Journal of Botany 1: 368. 1842.
Etimología
Ver: Acacia: Etimología
implexa: epíteto latino que significa "entrelazado".
Sinonimia
- Racosperma implexum (Benth.) Pedley[5]